# قاعدة نووية

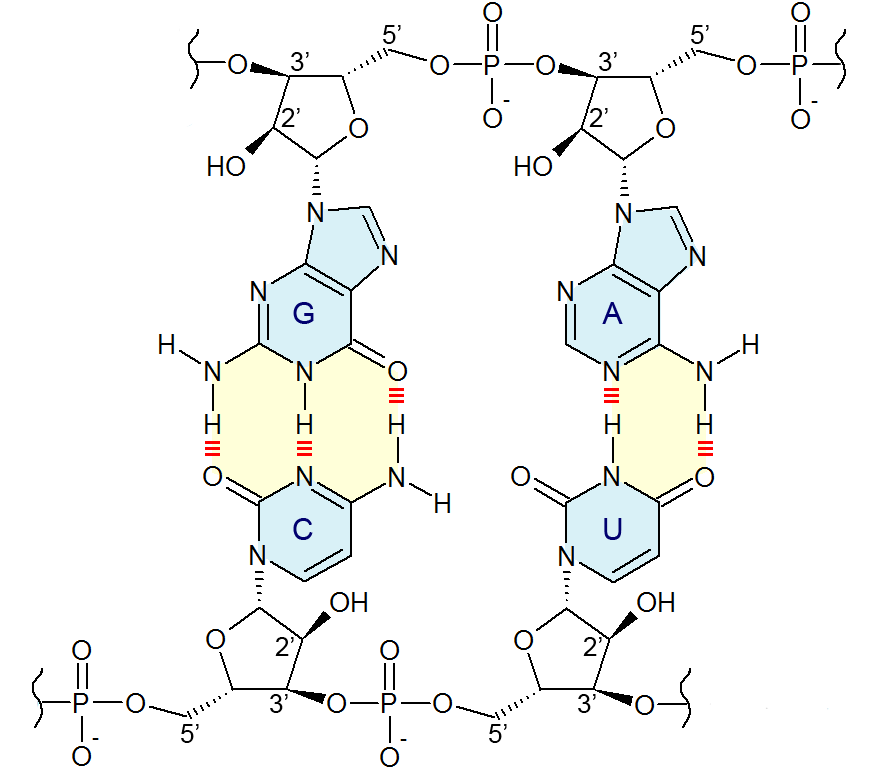
تشابك القواعد في حمض نووي ريبوزي. القواعد النووية زرقاء (C يرتبط مع G؛ و A يرتبط مع U). الرابطات الهيدروجينية بالأحمر.

بنية الدنا وتبين القواعد النتروجينية.

قاعدة نووية في الكيمياء الحيوية (بالإنجليزية:  Nucleobase)‏ هي مجموعة من المركبات الحيوية المحتوية على قاعدة نيتروجينية، وتوجد مرتبطة بجزيء سكر في نيوكليوسيدات التي هي العماد الأساسي للدنا والرنا.
وهي تسمى قواعد في علم الجينات نظرا لإمكانها تشكيل أزواجا قاعدية وتتراص مع بعضها البعض مشكلة الحلزون المعروف «بالحلزون المزدوج» للدنا و«الحلزون المفرد»، الرنا.
تعود التسمية «قاعدة» إلى تاريخ الكيمياء حيث تختص بخواص تفاعل حمض-قاعدة للقواعد النووية في أنبوبة اختبار، ولكن هذا ليس هاما بالنسبة لفهم وظائفها الحيوية البيولوجية.

## دخولها في تركيب الدنا والرنا
القواعد النووية هي في الأساس: سايتوسين يدخل في تركيب كل من الدنا والرنا؛ وغوانين يدخل في تركيب الدنا والرنا؛ والأدينين يدخل في تركيب الدنا والرنا؛ والثيامين يدخل في تركيب الدنا؛ ويوراسيل يدخل في تركيب الرنا. وهم يختصرون بالحروف C, وG و A , و T, و U على التوالي. ونظرا لدخول A, G, C, و T في تركيب الدنا فهم يسمون قواعد الدنا ; وأما A, G, C, و U فهم يسمون «قواعد الرنا» RNA-bases .
اليوراسيل والثيامين متشابهان غير ان اليوراسيل يفتقد مجموعة الميثيل في الموضع 5.
الأدينين والغوانين ينتميان إلى تصنيف جزيئات ذات حلقتين، تسمى بورين (ويختصر بالحرف R). وتنتمي سايتوسين وثيامين ويوراسيل إلى تصنيف بيريميدين (وتختصر الحرف Y).
في الحلزون المزدوج للدنا تكوّن القواعد أزواجا تربط بين سلسلتي الحلزون: ترتبط A مع T وترتبط C مع G. يكون اتساع سلسلتي حلزون الدنا متساويا عبر طوله حيث يرتبط بورين مع بيريميدين (احدهم ذو حلقة واحدة والآخر ذو حلقتين).
ويتكون المركب عندما تشتبك قاعدة نووية مع الكربون 1 في جزيء ريبوز أو ريبوز منقوص الأكسجين عن طريق رابطة غليكوسيدية، ويسمى المركب عندئذ نيوكليوسيد. ويسمى النيوكليوسيد عندما يرتبط بمجموعة فوسفات أو أكثر ترتبط مع ذرة الكربون 5 (المرتبطة بحلقة الريبوز أو الريبوز منقوص الأكسجين)، يسمى نوكليوتيد.
الشكل اسفله يوضح ذلك.

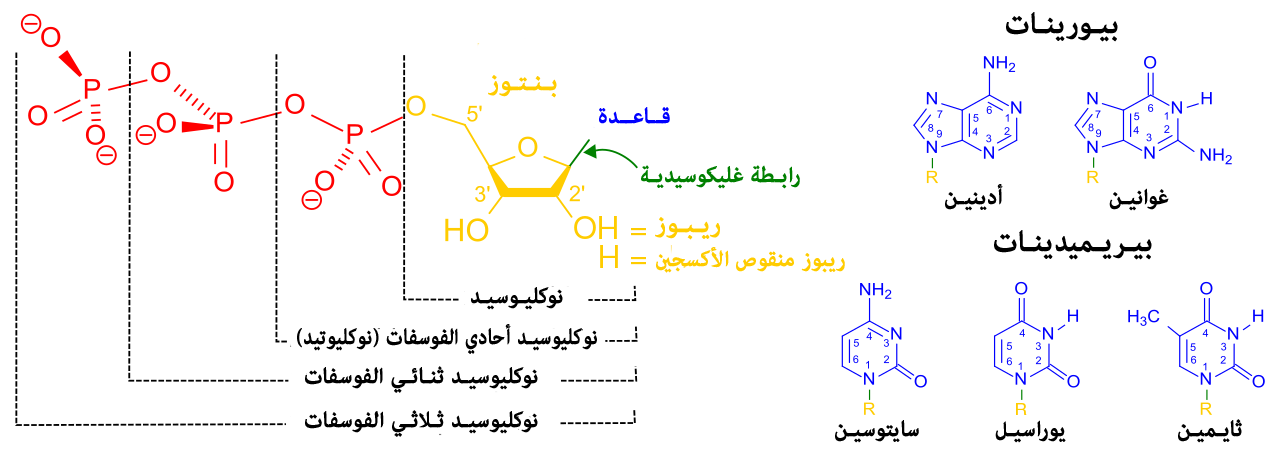
بناء النوكليوتيد

لا تحتوي الدنا والرنا على القواعد النووية
أدينين (A), وسايتوسين (C), وغوانين (G), وثايمين (T) ويوراسيل (U) فقط وإنما يحتوي أيضا على قواعد تتعدل بعد تكوين سلسلة القواعد النووية. نجد في الدنا بكثرة قاعدة معدلة [5-ميثيل سياتوسين] والذي يرمز له أيضا بالرمز (m5C).
ونجد في الرنا قواعد معدلة كثيرة منها ما يحتوي على النيوكليوسيدات pseudouridine (Ψ), و dihydrouridine (D), و inosine (I), و [7-methylguanosine] ورمزه (m7G).
هيبوكسانثين وكسانثين هما نوعين من أنواع القواعد التي تتكون عن طريق الطفرات، حيث يحدث أن تحل مجموعة كربونيل محل مجموعة أمين. وينتج الهيبوكسانثين من الأدينين، وينتج الكسانثين من الغوانين.
 وبطريقة مشابهة يفقد السياتوسين مجموعة أمين ويحل محلها مجموعة كربونيل فينشأ اليوراسيل.
تلك الطفرات تحدث أيضا في الإنسان.
في أغسطس 2011 أصدرت ناسا نتائج فحص لمذنبات عثر عليها على الأرض، ويشير التقرير إلى وجود قواعد نووية فيها (مثل الأدنين والغوانين وكسانثين، وهيبوكسانثين والبورين ويبدو أنها قد تكونت في الفضاء الخارجي.

## اقرأ أيضا
- ريبوز
- قاعدة نيتروجينية
- حمض نووي ريبوزي
- مسلسلة دنا
- حمض نووي ريبوزي منقوص الأكسجين